# Alzamiento del 18 de octubre de 1891
El alzamiento del 18 de octubre de 1891 constituyó un intento de golpe de Estado —o una revolución, según la interpretación historiográfica adoptada— ocurrido en la República del Paraguay durante la presidencia constitucional de Juan Gualberto González. Este suceso se enmarca dentro de la serie de enfrentamientos y pugnas de poder que caracterizaron la conflictiva relación entre el Partido Colorado y el Partido Liberal a fines del siglo XIX.

## Antecedentes
El resultado de las elecciones generales de 1890, que culminaron con la instauración del gobierno colorado presidido por Juan Gualberto González, fue rechazado por la oposición liberal, la cual sostenía que dicho resultado había sido producto de prácticas sistemáticas de fraude electoral y de actos de coacción violenta ejercidos por el régimen imperante. En virtud de un acuerdo político establecido con anterioridad a los comicios, se preveía que el dirigente liberal Víctor Soler accedería a la Vicepresidencia de la República, lo cual no se materializó. No obstante, como parte de una política de equilibrio institucional, el Partido Liberal obtuvo el control de diversas carteras ministeriales.

## Desarrollo
El domingo 18 de octubre, a las 19:00 horas, sectores del liberalismo radical, profundamente consternados por los acontecimientos recientes, procedieron a la toma de tres tranvías de tracción animal, con los cuales se dirigieron hacia la intersección de las calles El Paraguayo Independiente y 14 de Mayo, donde se encontraba establecido el cuartel del Batallón Escolta Presidencial —posteriormente sede de la Escuela Militar—. Tras neutralizar al centinela apostado en la esquina, irrumpieron violentamente en la guardia de prevención, lo que derivó en el fallecimiento del oficial Mora, así como de varios suboficiales y efectivos de tropa que intentaron repeler la incursión dentro del recinto militar.
Durante el enfrentamiento fue ultimado el comandante Santos Miño, subjefe de dicha unidad, al igual que otros soldados pertenecientes al destacamento, resultando gravemente herido el comandante, coronel Luis Cristaldo, quien posteriormente falleció el 7 de diciembre a causa de las heridas sufridas en la refriega.
En forma paralela, una segunda columna insurgente, bajo el mando de Pedro Pablo Caballero, acometió contra el cuartel de infantería, cuyo jefe, el coronel Ángel Ozuna, fue abatido por fuego enemigo.
En el cuartel de la escolta, un grupo de defensores ofreció tenaz resistencia frente al embate liderado por el mayor Eduardo Vera, quien ingresó montado a caballo al interior del edificio. En pleno intercambio de disparos, Vera fue alcanzado por un proyectil disparado por un soldado caído en combate, lo que provocó su muerte y desencadenó una notoria desmoralización entre sus seguidores. En dicho episodio también fue herido de muerte el diputado Juan Bautista Machaín.
Posteriormente, Antonio Taboada arribó con una fuerza de refuerzo, pero se replegó al observar la reacción organizada de las tropas leales al gobierno. En simultáneo, otro destacamento conducido por el coronel José del Carmen Pérez —baqueano del ejército aliado durante la guerra de la Triple Alianza— ejecutó un asalto contra la residencia del general Bernardino Caballero en Asunción (ubicada en la intersección de las calles Cnel. Bogado y Escalada, anteriormente denominada México). Tras un intenso intercambio de fuego, el general Caballero logró rechazar el ataque con el auxilio de sus hombres leales.

## La defensa
La organización de la respuesta defensiva fue inmediata: transcurridos los primeros momentos de desconcierto, el jefe de policía, coronel Juan C. Meza, dispuso el despliegue operativo de sus efectivos, ordenó el cierre perimetral del cuartel policial e instaló posiciones defensivas (cantones) en las azoteas del edificio. No le fue posible abrir fuego contra el adyacente cuartel de caballería debido a la falta de información sobre quién ejercía el control de dicha unidad en ese momento.
El Ministro de Guerra y Marina, coronel Juan B. Egusquiza, acompañado únicamente por un sargento, logró acceder a los cuarteles comprometidos a través de un portón secundario que desembocaba en las ruinas de la Iglesia de la Encarnación, sitio donde posteriormente se construiría el Estadio Comuneros. Egusquiza llegó al lugar justo cuando el coronel Luis Cristaldo caía gravemente herido, pero consiguió reagrupar a las tropas leales y ejecutar una contraofensiva táctica que logró recuperar el control de la situación.
Benigno Rivarola, acompañado por un destacamento de marinos y un contingente de insurgentes provenientes de la Capitanía de Puertos, se replegó utilizando el vapor Teniente Herreros, una embarcación al servicio de la Dirección General de Aduanas. También lograron evadirse del escenario del conflicto los insurgentes Antonio Taboada, Adolfo Soler, Cecilio Báez, Pedro Pablo Caballero, Daniel Candia y otros.
Cerca de la medianoche, se había restablecido la calma en la capital.

## Polca «18 de octubre»
Aquella misma noche fue interpretada por primera vez, en los cuarteles, una animada composición musical en forma de polca, creada por el director de la banda de música de la Policía, como homenaje a los efectivos caídos en defensa del orden constitucional. De manera paradójica, esta pieza —titulada posteriormente «18 de octubre»— sería apropiada con el paso del tiempo como himno representativo del liberalismo paraguayo.

## Consecuencias
Tras la sofocación del alzamiento, el gobierno procedió a la inmediata represión del movimiento insurgente. Fueron detenidos numerosos miembros del Centro Democrático, considerado el núcleo articulador de la intentona golpista. Entre los aprehendidos figuraban Ignacio Ibarra, Manuel Irala, José Macías, José Urdapilleta, Fernando Saguier, Manuel I. Frutos, Francisco Guanes, Benigno Riquelme, Fernando Carreras, Víctor y Enrique Soler, Manuel Ávila, entre otros, totalizando aproximadamente 150 personas privadas de su libertad.
El 19 de octubre, el Poder Ejecutivo decretó el estado de sitio en todo el territorio nacional por el plazo de treinta días, invocando el mantenimiento del orden constitucional y la seguridad interna. Este instrumento de excepción permitió al gobierno suspender garantías individuales, facilitar detenciones sin orden judicial y realizar allanamientos sin necesidad de mandato previo, conforme a las disposiciones de la legislación vigente de la época.
Simultáneamente, se iniciaron purgas administrativas dirigidas a depurar la estructura del Estado de elementos considerados desleales. Fueron cesados de sus cargos diversos funcionarios públicos involucrados directa o indirectamente en la conjura, entre ellos Antonio Taboada, miembro del Consejo Superior de Educación, y Juan B. Rivarola, administrador general de Aduanas. Ambos eran sindicados como parte del comité organizador del atentado institucional, junto a Eduardo Vera y Pedro Pablo Caballero, acusados de haber quebrantado el principio de fidelidad institucional al gobierno al que servían.
Durante los procedimientos de registro e incautación ordenados por las autoridades, se hallaron arsenales clandestinos compuestos por armas de fuego, municiones y explosivos —principalmente dinamita— en diversos domicilios, destacándose el caso de la residencia de Emilio Cabañas Saguier, ubicada sobre la calle El Paraguayo Independiente, donde se proyectaba establecer un puesto de avanzada rebelde.
La represión derivada del fallido golpe de Estado tuvo como efecto colateral la emigración forzada de varios dirigentes políticos, estudiantes universitarios y miembros de la intelectualidad disidente, quienes buscaron refugio principalmente en la República Argentina. Este éxodo marcó uno de los primeros antecedentes documentados de vigilancia sistemática a opositores políticos, cuyas trazas tempranas formarían parte más adelante de los Archivos del Terror, fenómeno que alcanzaría su máxima expresión bajo la dictadura de Alfredo Stroessner en el siglo XX.